# Лазаревское сельское муниципальное образование
Лазаревское сельское муниципальное образование — сельское поселение в Городовиковском районе Калмыкии.
Административный центр — посёлок Лазаревский.

## География
СМО расположено в юго-западной части Городовиковского района на северных склонах Ставропольской возвышенности, полого спускающихся к Кумо-Манычской впадине и долине реки Егорлык.
Граничит на востоке — с Розентальским СМО, на севере — с Городовиковским городским и Пушкинским сельским муниципальными образованиями, на западе — с Ростовской областью.
Южная граница СМО проходит по реке Большой Гок.

## Население
| 2002  | 2010  | 2011  | 2012  | 2013  | 2014  | 2015  |
| ----- | ----- | ----- | ----- | ----- | ----- | ----- |
| 2015  | ↘1987 | ↘1983 | ↘1927 | ↘1877 | ↘1851 | ↗1852 |
| 2016  | 2017  | 2018  | 2019  | 2020  | 2021  |       |
| ↘1835 | ↘1800 | ↘1764 | ↘1752 | ↘1744 | ↘1523 |       |

### Национальный состав
По данным Всероссийской переписи населения 2010 года:
| Национальность   | Численность (чел.) | Процентное соотношение |
| ---------------- | ------------------ | ---------------------- |
| Русские          | 1 281              | 64,47%                 |
| Турки-месхетинцы | 287                | 14,44%                 |
| Калмыки          | 246                | 12,38%                 |
| Цыгане           | 87                 | 4,38%                  |
| Украинцы         | 34                 | 1,71%                  |
| Немцы            | 24                 | 1,21%                  |
| Другие           | 28                 | 1,41%                  |
| Всего            | 1 987              | 100,00%                |

## Состав сельского поселения
| № | Населённый пункт | Тип населённого пункта          | Население |
| - | ---------------- | ------------------------------- | --------- |
| 1 | Бага-Бурул       | посёлок                         | ↘89       |
| 2 | Балковский       | посёлок                         | ↘67       |
| 3 | Бембишево        | посёлок                         | ↘295      |
| 4 | Большой Гок      | посёлок                         | ↘175      |
| 5 | Лазаревский      | посёлок, административный центр | ↗1089     |
| 6 | Передовой        | посёлок                         | ↘220      |